# Springdale (Utah)
Springdale és una població dels Estats Units a l'estat de Utah. Segons el cens del 2000 tenia 457 habitants.

## Demografia
Segons el cens del 2000, Springdale tenia 457 habitants, 192 habitatges, i 120 famílies. La densitat de població era de 38,1 habitants per km².
Dels 192 habitatges en un 0% hi vivien nens de menys de 18 anys, en un 52,6% hi vivien parelles casades, en un 7,8% dones solteres, i en un 37,5% no eren unitats familiars. En el 24% dels habitatges hi vivien persones soles el 6,8% de les quals corresponia a persones de 65 anys o més que vivien soles. El nombre mitjà de persones vivint en cada habitatge era de 2,38 i el nombre mitjà de persones que vivien en cada família era de 2,88.
Per edats la població es repartia de la següent manera: un 19,7% tenia menys de 18 anys, un 6,6% entre 18 i 24, un 26% entre 25 i 44, un 32,6% de 45 a 60 i un 15,1% 65 anys o més.
L'edat mediana era de 44 anys. Per cada 100 dones de 18 o més anys hi havia 97,3 homes.
La renda mediana per habitatge era de 41.607 $ i la renda mediana per família de 51.500 $. Els homes tenien una renda mediana de 34.063 $ mentre que les dones 26.667 $. La renda per capita de la població era de 25.593 $. Entorn del 8,3% de les famílies i el 9% de la població estaven per davall del llindar de pobresa.

## Poblacions més properes
El següent diagrama mostra les poblacions més properes.